# Puyanawa
I Puyanawa  sono un gruppo etnico del Brasile che ha una popolazione stimata in 540 individui (2010).

## Lingua
La lingua Puyanawa appartiene alla famiglia linguistica pano. Nel 2009 erano rimasto solo in tre a parlare questa lingua che ha cominciato ad estinguersi nei primi decenni del XX secolo, quando molti Puyanawa furono deportati o ridotti in schiavitù dal colonnello Mâncio Agostinho Rodrigues Lima che li utilizzò come estrattori di caucciù.

## Insediamenti
Vivono nello stato brasiliano di Acre. Nel XX secolo abitavano le sorgenti degli affluenti del fiume Moa inferiore ma dopo le deportazioni del colonnello Lima si sono spostati nei villaggi di Barão do Rio Branco e Ipiranga, all'interno del comune di Mâncio Lima, nell'Acre.

## Storia
Dagli ultimi decenni del XIX secolo fino a quasi la metà del XX secolo, gli indios dei fiumi Juruá, Purus e Moa hanno sofferto deportazioni, usurpazioni delle terre e sfruttamento come forza lavoro ad opera dei portoghesi. In particolare i Puyanawa sono stati utilizzati come estrattori di caucciù, come lavoratori nei campi di mais, manioca, riso, canna da zucchero e fagioli e come trasportatori di farina e zucchero soprattutto per conto del colonnello Mâncio Lima, proprietario di una delle piantagioni principali. Questo periodo è molto vivo nei ricordi dei vecchi Puyanawa che raccontano di aver vissuto in questi anni come veri e propri schiavi. Le sofferenze terminarono solo con la morte del colonnello nel 1950. L'omologazione del territorio indigeno Puyanawa è avvenuta poi solo nel 2001.